# Ljudmila Kukanova
Ljudmila Sergeevna Kukanova, coniugata Bazarevič (in russo Людмила Сергеевна Куканова-Базаревич?; Mosca, 2 luglio 1939), è un'ex cestista sovietica.

## Carriera
Con l'Unione Sovietica ha disputato due edizioni dei Campionati mondiali (1964, 1967) e cinque dei Campionati europei (1962, 1964, 1966, 1968, 1970).